# Яркей Янчурин
Яркей Янчурин (Ялан Яркей, баш. Йәркәй Ейәнсурин; конец XVII — начало XVIII вв.) — знатный башкир Еланской волости.

## Биография
Яркей (Яркай) Янчурин происходил из башкир Еланской волости Казанской дороги, проживал в деревне Елан (Ялан) той же волости (ныне село Верхнеяркеево Илишевского района Республики Башкортостан). Его отец — Янчура Ногаев (упоминается в документе по башкирскому восстанию 1662—1664 годов).
Принимал участие в Башкирском восстании 1704—1711 годов.
В 1728 году Яркей Янчурин возглавил делегацию башкир всех четырёх дорог в составе 32-х человек для участия в коронации императора Петра II. В разговоре с переводчиком Коллегии Иностранных дел Кутлу-Мухаммедом Тевкелевым он сообщил что «они, башкирцы, злословлены от уфинских судей, якобы башкирцы принимают к себе беглых татар и прочих народов, а башкирцы де таких беглых людей отнюдь своей воли не принимают и принимать не хотят, и оные де беглые люди приходят сами, а не по их башкирскому позыву, и им де башкирцам чинитца от них немалое утеснение в полях, и в сенных покосах и в прочих угодиях… И такие беглые люди при графе Иване Гавриловиче от них, башкирцов, возвращены на старые их жилища. А по отъезде де графа Ивана Гавриловича такие беглые люди паки стали приходить к ним, башкирцам, и оной башкиринин Иркей, ведая то, что им объявлен указ беглых людей отнюдь не держать, собрав своих людей, из них беглых поймал 2-х человек…».
В начале марта 1728 года делегация башкир подало императору прошение «Об учинении розыска по поводу обид и притеснений, перенесенных ими от воевод и целовальников, и об охранении их вотчинных прав на земли», где также указана подпись Яркея Янчурина. О его встрече с императором упоминается и в другом источнике: «Яркей, башкирец, с товарыщи был у Петра II, который приказал ежегодно ко двору своему ездить». В конце июля 1728 года вышел указ императора Петра II «Об отделении Уфимской провинции от Казанской губернии, о состоянии оной в особенном ведомстве Сената», в котором указывалось об отделении Уфимской провинции от Казанской губернии: «Указали Мы, по челобитью присланных от вас выборных челобитчиков, башкирцов Яркея Янчурина с товарищи, в помянутую провинцию послать воеводу, Нашего бригадира Петра Бутурлина и быть той провинции в особливом ведомстве Нашего Сената, и о всяких делах писать ему и требовать Нашего указа от того Сената, а Казанскому губернатору той провинции не ведать».
В 1733 году Яркей Янчурин участвовал в подписании челобитной башкир всех четырёх дорог Уфимской провинции на имя императрицы России Анны Иоанновны, составленной на всебашкирском йыйыне (съезде).

## Происхождение и семья
Родословная Яркея Янчурина выглядит таким образом: Кулыбай→Ногай→Янчура→Яркей. У Ногая был еще один сын Уразай, а у него — сыновья Аит, Урмет, Сююндюк, Москов, Масегут. Из них наиболее известен участник башкирском восстания 1704—1711 годов Москов Уразаев, который с 2 тысячами воинов присоединился к восставшим под командованием Алдара Исекеева, направлявшихся на штурм Казани. Его брат Месягут Уразаев был казнен за участие в башкирских восстаниях 1735—1740 годов.
Его сыновья Нурбакы, Файзулла, Сайфулла, Фазыл. 1736 году Нурбакы Яркеев становится старшиной Еланской волости, затем эту должность занимали его сыновья Беккул и Хабит Нурбакины. Во время восстания под руководством Е. И. Пугачёва, Беккул Нурбакин руководил одним из отрядов башкирских повстанцев.

## Память
По его имени село Елан (Ялан) названа Яркеево (ныне село Верхнеяркеево Илишевского района Республики Башкортостан). Имя его жены носит озеро Соембикэ